# Sharon Patton
Sharon F. Patton (Chicago, 1944) es una historiadora estadounidense que se especializa en arte africano.

## Primeros años y educación
Nació en la parte sur de Chicago en 1944, donde recibió su licenciatura en 1966 de la Universidad Roosevelt. Asistió a la Universidad de Illinois en Urbana-Champaign, donde obtuvo su maestría tres años después. El mismo año, se convirtió en estudiante de la Universidad de Chicago y en 1980 obtuvo su doctorado en la historia del arte africano en la Universidad del Noroeste.

## Carrera profesional
En 1968 comenzó su carrera como instructora del departamento de arte en la Universidad Estatal de Minnesota, donde enseñó arte afroestadounidense. De 1971 a 1972, fue catedrática del Lake Forest College y de 1972 a 1973, sirvió en la Universidad de la Mancomunidad de Virginia. En 1976, trabajó en la Universidad de Houston y de 1979 a 1985 fue profesora en la Universidad de Maryland, lo que finalmente la llevó a convertirse en directora de arte en la Universidad Estatal de Montclair de Nueva Jersey en 1986.
En 1987 se convirtió en curadora en jefe del Studio Museum en Harlem, Nueva York. En 1991 se mudó a la Universidad de Míchigan, donde trabajó como profesora asociada. En octubre de 1998 fue nombrada directora de arte del Museo de Arte Memorial Allen, que era un departamento de Oberlin College. En 2003, se mudó nuevamente, esta vez a Washington, D. C., donde trabajó como directora del Museo Nacional de Arte Africano, un departamento del Instituto Smithsoniano hasta 2008.
Durante su vida, realizó veinte exposiciones, tres de las cuales fueron en el Studio Museum.

## Publicaciones
Su primer libro Memory and Metaphor: The Art of Romare Bearden ganó el Premio al Libro Académico Sobresaliente del Año de Choice. También es autora de Traditional Forms and Modern Africa: West African Art at the University of Maryland en 1983, Witches, Demons and Metamorphoses de 1987 y Vincent C. Smith, Reding on a Blue Note de 1990.